# بلاي ستيشن 4
بلاي‌ ستيشن 4 (بالإنجليزية: PlayStation 4، أو PS4 باختصار‎؛ باليابانية: プレイステーション 4)
هو منصة ألعاب فيديو من تطوير شركة سوني كمبيوتر إنترتينمنت. أعلن عنه خلفاً للبلاي ستيشن 3 خلال مؤتمر في 20 فبراير عام 2013. وهو رابع نظام ألعاب فيديو تنتجه شركة سوني بعد نظامي البلاي‌ ستيشن 3 والبلاي‌ ستيشن 2. يتنافس البلاي‌ ستيشن 4 كنظام ألعاب فيديو من الجيل الثامن مع نظام ألعاب الفيديو المطور من قبل شركة مايكروسوفت إكس بوكس ون، والوي يو المطور من قبل شركة نينتندو. تم إطلاق البلاي ستيشن 4 في أمريكا الشمالية في 15 نوفمبر 2013، و29 نوفمبر 2013 في كل من أوروبا وأستراليا، و14 ديسمبر 2013 في السعودية.
على عكس البلاي ستيشن 3 ذي معالج Cell، يستخدم البلاي ستيشن 4 معالج AMD المبني على مجموعة التعليمات إكس86-64 هدفه تسهيل عميلة تطوير ألعاب الفيديو على المنصة بعكس معالج Cell الذي واجه الكثير من المطورين مشاكل في استغلال قدراته بسبب صعوبة التطوير باستخدامه. جذب المعالج الجديد مجموعة أوسع من المطورين. هذه التغييرات تسلط الضوء على جهود سوني لتحسنه بناءً على الدروس المستفادة خلال تطوير وإنتاج وإصدار البلاي ستيشن 3. قطع العتاد الأخرى البارزة تشمل 8 جيجا ذاكرة موحدة بشكل جي دي دي أر 5 ومحرك أقراص بلوري أسرع ورقائق مخصصة لمعالجة الصوت والفيديو والمهام الخلفية. وقامت سوني بتطوير الدوال شوك إلى الجيل الرابع حيث ستتضمن خاصية استشعار الحركة Sixaxis المحسّنة. بالإضافة إلى مكان لاستشعار حركة الأصابع بالجهة الأمامية من يد التحكم والتي ستضيف عنصر تفاعلي أكثر خلال اللعب.
وتتضمن مايك صوتي داخلي في دوال شوك. ومخرج خلفي لإيصال السماعات وذلك في سبيل إيصال تجربة جديدة للاعب من خلال سماع أصوات خاصة من يد التحكم مختلفة عن ما يسمع على شاشة التلفزيون. وتم استبدال زر SELECT وSTART بOPTIONS وإضافة زر SHARE الذي يسمح للاعبين بحفظ مقاطع أو صور لألعابهم في الجهاز وبث حي للألعابهم التي يلعبونها في خدمات البث في الإنترنت مثل يوستريم وتويتش.
يحتوي البلاي ستيشن 4 على خدمات جديدة لم تتوفر في البلاي ستيشن 3 وبلاي ستيشن 2 مثل تطبيق البلاي ستيشن على الأندرويد وآي أو إس. يسمح التطبيق للاعبين برؤية ما يلعبه أصدقائهم وعرض ملفاتهم الشخصية أو نشاطاتهم الأخيرة. بالإضافة إلى ذلك سيكونوا قادري على الدردشة مع الأصدقاء واستقبال الإشعارات والتنبيهات والدعوات للعب أحد الألعاب. أيضا استخدام الأندرويد والآي أو إس كلوحة مفاتيح لتظهر على شاشة بلاي ستيشن 4 أيضاً يوفّر التطبيق للمستخدمين إمكانية تصفح متجر بلاي ستيشن ومعرفة أحدث الألعاب. وخدمة بلاي ستيشن ناو التي تمكنك من تشغيل ألعاب بلاي ستيشن 4 وبلاي ستيشن 3 وبلاي ستيشن 2 بواسطة الأجهزة اللوحية والهواتف النقالة وشاشات التلفاز من برافيا،  وسامسونج. وخدمة «الريموت بلاي» التي تسمح لملاك جهاز البلاي ستيشن فيتا وأجهزة الإكسبيريا لعب ألعاب البلاي ستيشن 4 على أجهزتهم بدون بلاي ستيشن 4.

## التاريخ

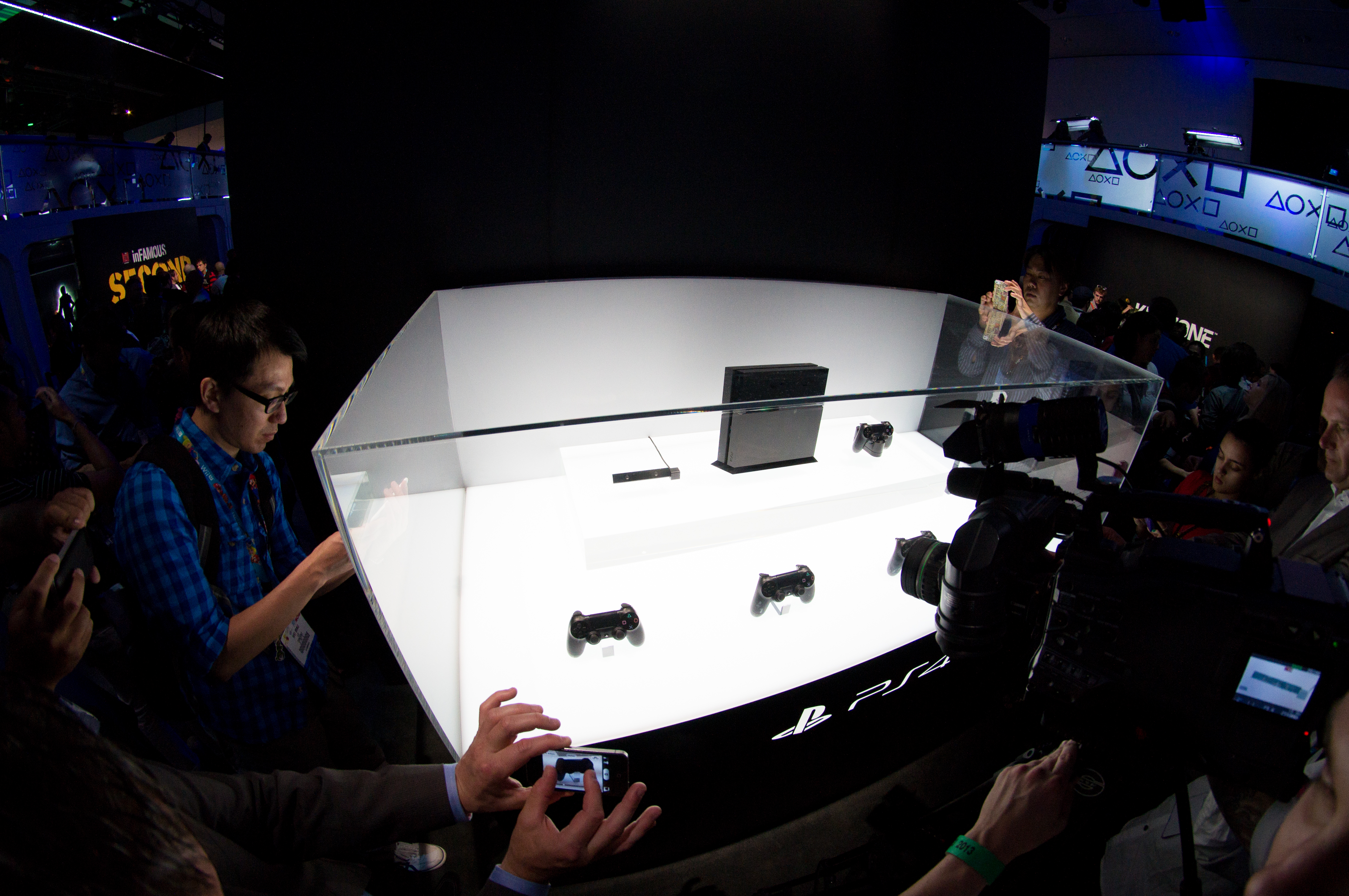
بلاي ستيشن 4 في معرض إي ثري عام 2013

أكد مارك سيرني المصمم الرئيسي للجهاز أنه قد بدأ العمل على الجهاز عام 2008. أي بعد إطلاق البلاي ستيشن 3 في الأسواق بسنتين،البلاي ستيشن 3 تأخر موعد إطلاقه بسبب قضايا الإنتاج. وهو ما جعل سوني تأخر الجهاز ويصدر بعد عام من جهاز الإكس بوكس 360 الخاص بمايكروسوفت. هذا التأخير قد تسبب في بيع مايكروسوفت 10 مليون وحدة من جهاز الإكس بوكس 360 حتى تم إصدار البلاي ستيشن 3. وقال الرئيس التنفيذي لسوني كمبيوتر إنترتينمنت أوروبا جيم ريان شركة سوني بإعلانها عن الجهاز الجديد أرادت أن تتجنب تكرار نفس الخطأ الذي وقعت فيه عند تأخيرها في إصدار البلايستيشن 3.

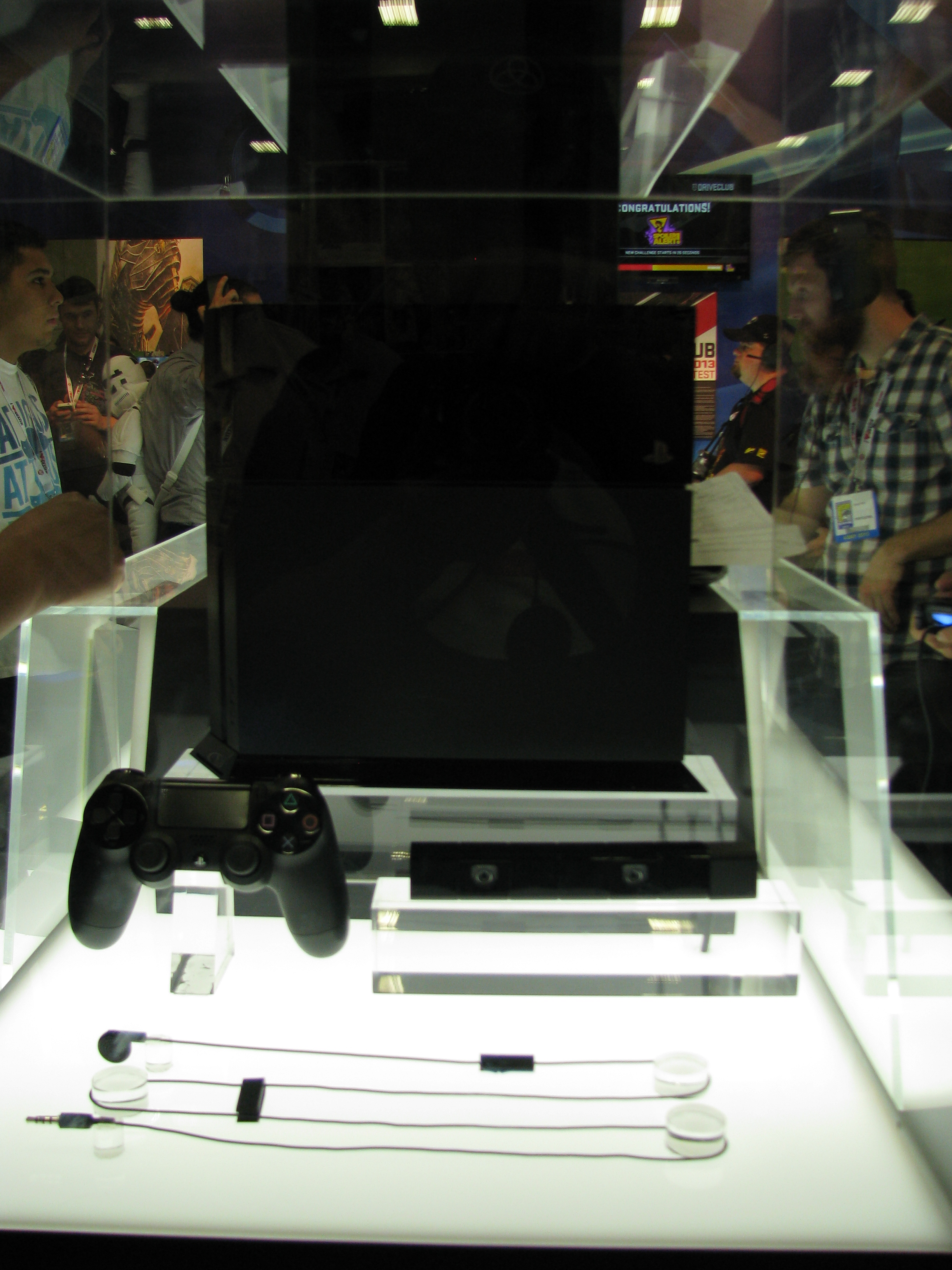
بلاي ستيشن 4 في أمريكا عام 2013

تم الإعلان الرسمي عن الجهاز خلال مؤتمر عقدته سوني في «قاعة هامرشتاين» في مدينة نيويورك في 20 فبراير عام 2013 تحت عنوان مستقبل البلايستيشن. وخلال هذا المؤتمر تم الإعلان عن البلاي ستيشن 4 وقامت شركة سوني بالتحدث عن مميزات الجهاز الجديد وأستعرضت الألعاب المقرر إصدارها على هذا الجهاز الجديد وقدمت بعض العروض ولقطات الفيديو من بعض أهم ألعاب الفيديو التي ستصدر حصرياً لنظام البلاي‌ ستيشن 4، لكنها لم تعلن عن شكل الجهاز وبعض التفاصيل المهمة. وفي يونيو 2013، وخلال مؤتمر إي ثري كشفت شركة سوني النقاب رسمياً عن شكل البلاي ‌ستيشن 4 والخصائص المهمة. واعلنت سوني في خلال مؤتمر إي ثري الألعاب الحصرية للبلاي ستيشن 4، وأنه لن تكون هناك قيود على الألعاب المستعملة، حيث يمكنك أن تبيع ألعابك للآخرين أو تعيرها لأصدقائك وتتصرف بها على راحتك وحتى يمكنك نسخ القرص. أيضاً لا يمكن اللعب في الشبكة من خلال بلاي ستيشن 4 إلا عن طريق الاشتراك بخدمة شبكة بلاي ستيشن بلس. أيضا أن بلاي ستيشن 4 لا يحتاج الاتصال بالإنترنت ولا لأي نوع من مصادقة الحسابات، ولا حتى تحتاج للاتصال لمرة واحدة على الأقل خلال 24 ساعة كما هو الحال مع إكس بوكس ون. وأعلنت أن سعر الجهاز سيكون 399 دولار أمريكي وهو سعر أقل من المتوقع خصوصاً بعد ما اعلنت مايكروسوفت بأن سعر جهازها سيكون 499 دولار أمريكي.

### الإطلاق
أعلنت سوني عن أن سعر البلاي ستيشن 4 هو 399 دولار أمريكي و399 يورو. وتم إطلاقه في 15 نوفمبر سنة 2013 في أمريكا الشمالية، و29 نوفمبر سنة 2013 في أوروبا وأستراليا. وأعلنت سوني أن البلاي ستيشن 4 لن يتم إطلاقه في اليابان حتى عام 2014 بسبب أن المحتوى المتوفر حالياً غير مناسب للسوق الياباني، وتم الإعلان عن موعد إطلاقه في اليابان في 22 فبراير سنة 2014. كما أعلنت سوني أنها ستطلق بلاي ستيشن 4 في الصين بدءاً من 11 يناير عام 2014 بعد حظر دام 14 عاماً طبقته الصين على شركات أجهزة الألعاب. وخططت سوني أن تبيع جهازها بسعر 468 دولار في الصين وهو أعلى من سعر الجهاز في أمريكا الشمالية 400 دولار. ولم يكن هذا بعائق كبير أمام سوني، بل كان التحدي الأكبر هو الرقابة الشديدة على المحتوى المطبّقة في الصين.
وبمقتضى الرقابة في الصين فإن أي لعبة تريد سوني أن توفرها داخل البلاد يجب أن تحصل على ترخيص بذلك، ما سيحد من عدد الألعاب المتاحة على المنصة. ووعدت سوني بأن تعمل جهدها على توفير عدد كبير من الألعاب، وتقدمت بالفعل بطلب ترخيص 30 لعبة.
| موعد الإطلاق   | الدولة |
| -------------- | --- |
| 15 نوفمبر 2013 | كندا، الولايات المتحدة |
| 29 نوفمبر 2013 | الارجنتين، أستراليا، النمسا، بلجيكا، البرازيل، تشيلي، كولومبيا، كوستاريكا، الدنمرك، الاكوادور، السلفادور، فنلندا، فرنسا، ألمانيا، غواتيمالا، أيرلندا، إيطاليا، لوكسمبورغ، مالطا، المكسيك، هولندا، نيوزيلندا، النرويج، بنما، بيرو، بولندا، البرتغال، روسيا، إسبانيا، السويد، سويسرا، المملكة المتحدة |
| 13 ديسمبر 2013 | البحرين، بوليفيا، التشيك، اليونان، المجر، الكويت، نيكاراغوا، باراغواي، قطر، عمان، المملكة العربية السعودية، سلوفاكيا، جنوب أفريقيا، تركيا، الامارات العربية المتحدة، الأوروغواي |
| 17 ديسمبر 2013 | هونغ كونغ، ماكاو، كوريا الجنوبية |
| 18 ديسمبر 2013 | تايوان |
| 19 ديسمبر 2013 | سنغافورة |
| 20 ديسمبر 2013 | ماليزيا |
| 6 يناير 2014   | الهند |
| 9 يناير 2014   | إندونيسيا |
| 14 يناير 2014  | تايلندا، الفلبين |
| 22 فبراير 2014 | اليابان |
| 20 مارس 2015   | الصين |
| 2014           | بلغاريا، كرواتيا، إستونيا، آيسلندا، كازاخستان، لاتفيا، ليتوانيا، رومانيا، صربيا، سلوفينيا، أوكرانيا |

### الشرق الأوسط

قائمة خيارات تمت تحديثه بتاريخ 28 أكتوبر عام 2014م عن طريق التحديث رقم 2.00

خلال المؤتمر الصحفي لشركة سوني في حدث مؤتمر GAMES13 والمقام في مدينة دبي أعلنت سوني بأن موعد إطلاق جهاز بلاي ستيشن 4 الرسمي في الشرق الأوسط سيكون في 13 ديسمبر، 2013. وذكرت سوني بأن سعر الجهاز في الإمارات العربية المتحدة سيكون 1699 درهم إماراتي.
و بذلك تكون منطقة الشرق الأوسط هي المنطقة الثالثة التي ينطلق فيها الجهاز بعد أمريكا وأوروبا وقبل اليابان.
أيضا أقامت سوني مؤتمر في مدينة الرياض في المملكة العربية السعودية قبل معرض يوم اللاعبين وقد تواجد في المؤتمر الأمير محمد بن خالد العبد الله الفيصل رئيس مجموعة الفيصلية وجيم راين الرئيس التنفيذي لسوني كمبيوتر إنترتينمنت بالإضافة إلى روبرت فيسر رئيس سوني الشرق الأوسط. أكد جيم راين عن اهتمامهم بتعريب جهاز بلايستيشن وأن مطالب اللاعبين وصلت إليهم ولكن لم يضع تاريخ محدد لذلك نظرا للصعوبات التقنية التي تحضر مع اللغة العربية. ثم تطرق إلى أنه سيكون هناك تعاون بين شركة الإلكترونية الحديثة وسوني كمبيوتر إنترتينمنت لإيصال محتوى مخصص للمنطقة. وكشف الأمير محمد بن خالد ان جهازي بلاي ستيشن 2 وبلاي ستيشن 3 قد وصلت مبيعاتهم في السعودية إلى أكثر من 3.5 مليون جهاز وأضاف ان هناك أكثر من مليون حساب سعودي في متجر بلايستيشن. وتم الكشف عن موعد إطلاق بلايستيشن 4 في السعودية في 13 ديسمبر عام 2013 الموافق 10 / 2 / 1435 هجري مقابل 1799 ريال. الألعاب التي رافقت صدور البلاي ستيشن 4 في الشرق الأوسط هي نفسها الألعاب التي صدرت في السوق العالمية مثل درايف كلوب وكلزون:شادو فال وأساسنز كريد: بلاك فلاغ وواتش دوغز وباتلفيلد 4 وكول أوف ديوتي: أدفانسد وورفير ونيد فور سبيد: موست ونتد وفيفا 15
خلال حدث غيمز 14 والتي أقيمت في مدينة دبي أعلنت سوني في منطقة الشرق الاوسط أن دعم اللغة العربية لمنصة البلاي ستيشن 4 وسيأتي عبر تحديث 2.0 وستغطي اللغة العربية نظام واجهة المستخدم بأكملها، بما في ذلك لوحة مفاتيح على الشاشة. وأعلنت أيضا عن كلاً من درايف كلوب وليتل بغ بلانت 3 ستحتويان على دعم للغة العربية. وتمت تحديثه بتاريخ 28 أكتوبر 2014م.

### المبيعات
| المنطقة           | عدد الأجهزة المباعة                 |
| ----------------- | ----------------------------------- |
| فرنسا             | 1 مليون اعتبارًا من 17 ديسمبر 2014   |
| ألمانيا           | 1.2 مليون اعتبارًا من 16 ديسمبر 2014 |
| اليابان           | 1 مليون اعتبارًا من 4 يناير 2015     |
| المملكة المتحدة   | 1 مليون اعتبارًا من 9 سبتمبر 2014    |
| الشرق الأوسط      | 1 مليون اعتبارًا من 4 سبتمبر 2015<   |
| جميع أنحاء العالم | 117.2 مليون اعتبارا من 31 مارس 2022 |

صناعة جهاز البلايستيشن 4 كلفت شركة سوني ما يقارب 381$ دولار أمريكي ذلك يعني أن الشركة قامت ببيع الجهاز بسعر 399$ أي بفارق 18$ على تكاليف صناعة الجهاز الأصلية.
اما الأرباح ففي أغسطس عام 2013 أعلنت سوني أن الطلب على بلاي ستيشن 4 قوي جدا حيث تم حجز أكثر من مليون جهاز بلاي ستيشن 4 قبل إصداره. وفي يوم إصدار البلاي ستيشن 4 في أمريكا الشمالية تم بيع مليون جهاز. في المملكة المتحدة أصبح البلاي ستيشن 4 أكثر جهاز مبيعاً. حيث تم بيع 250 ألف جهاز بلاي ستيشن 4 خلال 48 ساعة وخلال 5 أسابيع في المملكة المتحدة تم بيع 530 ألف جهاز. في 7 يناير عام 2014 أعلن أندرو هاوس في معرض الإلكترونيات الاستهلاكية المقام في مدينة لاس فيجاس ان سوني نجحت في بيع 4.2 مليون وحدة من جهاز البلاي ستيشن 4 وذلك منذ طرحها للبيع في نوفمبر حتى نهاية ديسمبر 2013. وتم بيع أكثر من 9.7 مليون لعبة على البلاي ستيشن 4. وفي 8 فبراير عام 2014 كشفت سوني عن أرقام المبيعات الجديدة لجهاز بلاي ستيشن 4 وأنها قد تمكنت من بيع 5.3 مليون جهاز في أمريكا الشمالية وأوروبا الغربية. وفي أول يومين من إطلاقة في اليابان تم بيع 322083 جهاز. وفي 13 أبريل عام 2014 أعلنت سوني أنه تم بيع 20.5 مليون لعبة على البلاي ستيشن 4. وفي جيمز كوم 2014 أعلنت سوني أنها تمكنت من بيع 10 مليون جهاز بلاي ستيشن 4 في جميع أنحاء العالم. وفي 31 أكتوبر عام 2014 أعلنت شركة سوني أن 3.3 مليون جهاز تم بيعه ليصل مجموع الأجهزة التي تم بيعها في جميع أنحاء العالم إلى 13.5 مليون جهاز. وفي 13 نوفمبر عام 2014 أعلن أن بلاي ستيشن 4 كان الجهاز الأكثر مبيعا في الولايات المتحدة للشهر العاشر على التوالي. وفي يناير عام 2015 أعلنت سوني أنها قد باعت أكثر من 18.5 مليون جهاز بلاي ستيشن 4. وفي فبراير عام 2015 ذكرالتقرير المالي أن سوني شحنت 19.9 مليون جهاز للمحلات. وفي 3 مارس عام 2015 أعلنت سوني أنها قد باعت أكثر من 20 مليون جهاز بلاي ستيشن 4.

## العتاد
البلاي سيتشن 4 يستخدم معالج من تطوير شركة أدفانسد مايكرو دفايسز مع التنسيق مع شركة سوني والمعالج يجمع بين وحدة المعالجة المركزية (CPU) ووحدة معالجة الرسومات (GPU). وحدة المعالجة المركزية تتكون من معالج ثماني النوى إكس86-64 بناء علي الهندسة المعمارية Jaguar.
و وحدة معالجة الرسومات من شركة أدفانسد مايكرو دفايسز وهو الجيل الجديد من AMD Radeon وهي تشمل 18 وحدة مستندة علي تقنية (GCN) وهي اختصار لكلمة (Graphics Core Next) كل هذه الوحدات تعطي ما هو مجموعه 1152 معالج وهو ما يؤدي لقوة أداء تساوي (1.84 TFLOP/s). اما الذاكرة العشوائية فهي 8 جيجا بايت جي دي دي أر 5. وهذا يجعل البلاي ستيشن 4 مشابه لأجهزة الحاسب الآلي الشخصية. والهاردسك داخلي بحجم 500 جيجا قابل للتغير. وقرص بلو راي الذي تم تطويره ليصبح بقوة (6x) وهو نسخة مطورة من نسخة البلاي ستيشن 3 (2x).
يحتوي البلاي ستيشن 4 على واي-فاي وإيثرنت وتقنية بلوتوث ومنفذين usb 3.0. ومنفذ لكاميرا البلاي ستيشن، ومنفذ لسماعة رأس موجود في دوال شوك 

### الملحقات

#### وحدة التحكم
يد التحكم أو دوال شوك الجيل الرابع المخصوصة للبلاي ستيشن 4 تشبه دوال شوك الجيل الثالث المخصوصة للبلاي ستيشن 3 لحد كبير لكن دوال شوك الجيل الرابع تحتوي على إضافات جديدة مثل شاشة اللمس والتي يمكن ضغطها. بالإضافة لاحتوائها على نظام كشف الحركة عن طريق خاصية الجيروسكوب ثلاثي المحور وثلاثة محاور التسارع والاهتزاز. وتحتوي دوال شوك الجيل الرابع على بطارية بطارية ليثيوم أيون قابلة للشحن وتخزين طاقة بقوة 1000 mAh.دوال شوك الجيل الرابع تزن 210 جرام وله أبعاد (162 × 52 × 98 mm)}} في (6.4 × 2.0 × 3.9 in) وتم إضافة المطاط لهذا الذراع لتحسين القبضة عليه. أيضا يوجد شريط ضوء تضيء بألوان مختلفة والتي يمكن استخدامها لتحديد اللاعبين عن طريق مطابقة ألوان شريط الضوء بالشخصيات التي يتم التحكم فيها في اللعبة، أو لتقديم المعلومات مثل صحة اللاعب وغيرها عن طريق تغيير أنماط أو ألوان شريط الضوء عن طريق التفاعل مع اللعبة. كم أنها تستخدم لكاميرا بلاي ستيشن بدلا من بلاي ستيشن موف. وتستخدم أيضا لجهاز الواقع الإفتراضي المسمى Project Morpheus.
تحتوي دوال شوك الجيل الرابع على مخرج موصل صوت 3.5 مم وهو يسمح بتوصيل سماعة الأذن. وهناك أيضا مخرج (microUSB) يتم شحن يد التحكم من خلاله. وتحتوي على سماعة لإخراج بعض المؤثرات أو أصوات اللاعبين عن طريقه. أما فيما يخص الأزرار فإن الأزرار في دوال شوك الجيل الرابع هي نفسها الموجودة في دوال شوك الجيل الثالث لكن توجد تغيرات طفيفة مثل إزالة زر START وSELECT وإضافة زر OPTIONS ليحل محل START وSELECT. وإضافة زر SHARE الذي يسمح لك أن ترسل فيديو وأنت تلعب جزء من اللعبة ليشاهد الجميع طريقة لعبك في مواقع تقدم خدمة البث الحي مثل تويتش ويوستريم أو رفعها لليوتيوب أو إلتقاط صورة من لعبك وحفظها أو نشرها على تويتر وفيس بوك. بالإضافة لتحسين الأنالوج الأيمن والأيسر وجعل سطحه مقعر مثل يد تحكم الأكس بوكس.

دوال شوك 4.
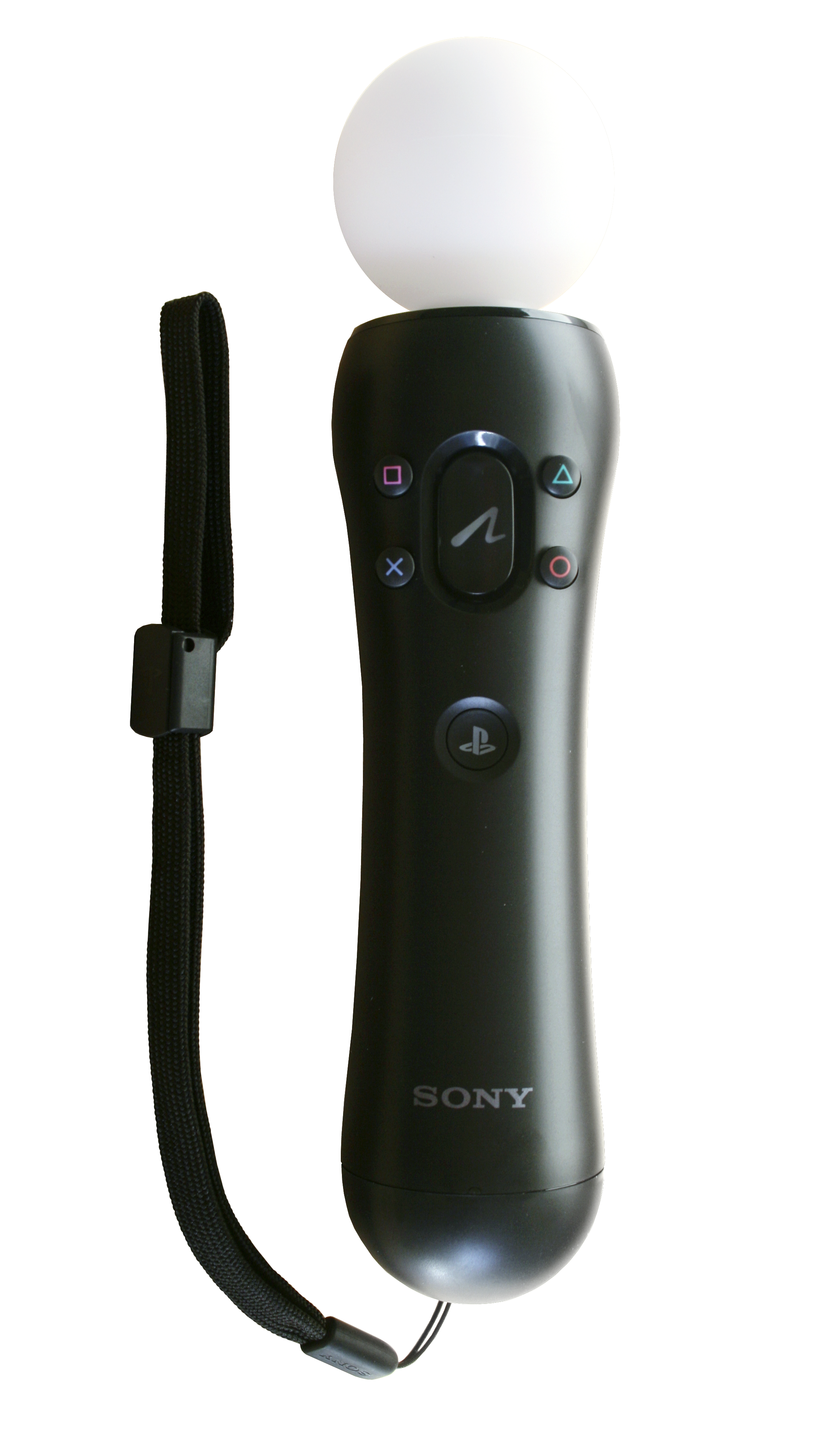
بلاي ستيشن موف

#### الكاميرا

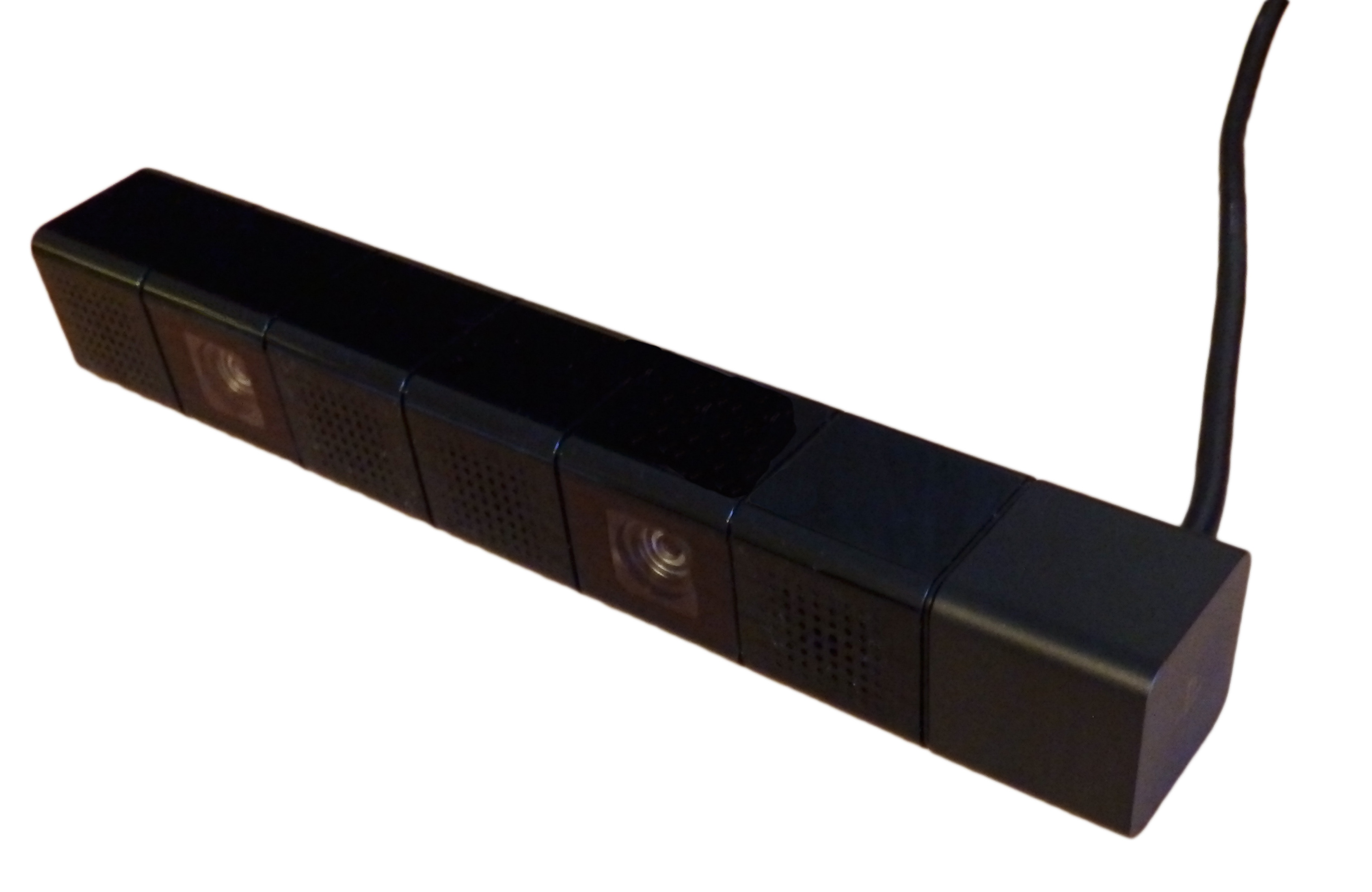
كاميرا بلاي ستيشن 4

كاميرا البلاي ستيشن 4 تملك عدستين استعشار متطورة عالية في استجابتها للحركة تحتوي على مستشعر حركة وأبعاد 1280×800px وفتحة قطرها f/2.0 بطول 30 cm وزاوية رؤية تمتد حتى 85°. تتضمن الكاميرا 4 مايكروفونات التقاط للصوت لتقدم دقة أكثر في تحليل الصوت والتقاطه. وتستطيع التمييز بين صوتك الشخصي وبين صوت اللعبة التي تعمل في الوقت نفسه أيضا يستطيع اللاعب أن يسجل دخوله بحسابه الشخصي على الإنترنت عبر التمييز بالوجه ويمكن للاعب استخدام حركات جسمه الخاصة وصوته للاستمتاع بألعاب بلاي ستيشن 4 بشكل أكبر. وسوف تتعرف الكاميرا على ألوان يد التحكم لتحديد اللاعبين إذا كانوا في مكان واحد. أيضا عبر استعشار الألوان يمكن لكاميرا الاستشعار أن تعطي أوامر للشخصية التي أمامك وتتبع حركات ووضعية جلوسك أو وقوفك لكي تعمل مثلها على الشاشة أو حتى يمكن أن تجعل الشخصية تتحدث إلى اللاعبين الآخرين.كاميرا البلاي ستيشن 4 مشابهه لجهاز كنيكت المطور من قبل ميكروسوفت. وتم تصميم هذه الجزئية بشكل تجريبي بأبعاد 186mm x 27mm x 27mm. مع وزن 183 جرام. وتم التأكيد أن هده الكاميرا ستكون كا قطعه إختيارية وسيكون سعرها 60 دولار أمريكي وتباع منفردا.

#### الواقع افتراضي

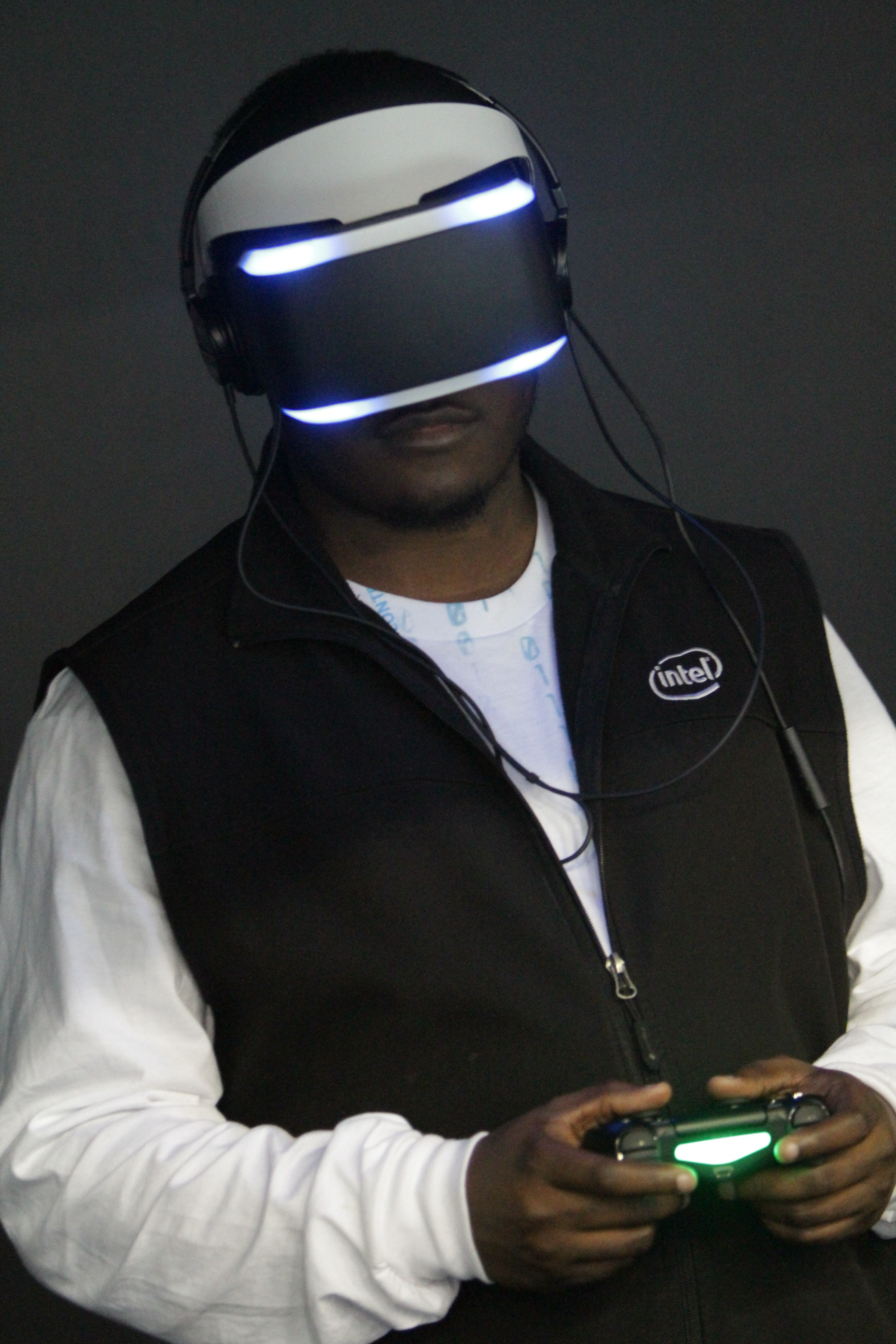
جهاز الواقع الافتراضي لشركة سوني

أعلنت شركة سوني في مؤتمر مطوري الألعاب في مارس عام 2014 في مدينة سان فرانسيسكو عن جهاز الواقع الافتراضي المخصص للبلاي ستيشن 4 وتسمى Project Morpheus.
وفي 3 مارس عام 2015 في مؤتمر مطوري الألعاب أعلنت سوني عن جهاز الواقع الافتراضي النسخة المطورة، حيث تتمتع النسخة الجديدة بتصميم مختلف وأكثر سلاسة يجعل استعمال ارتداء أو نزع الطرفية أكثر سهولة مع جعل مركز ثقل الخوذة يتموضع فوق الرأس بدل الوجه إضافة إلى شاشة صمام ثنائي عضوي باعث للضوء بدل شاشة العرض البلوري السائل بمساحة 5.7 إنش بدل 5 إنش ذات دقة 1920 * النموذج اللوني أحمر أخضر أزرق * 1080 مع دعم لمجال رؤية بقيمة 100 درجة و120 Hz وهو ضعف الرقم الذي كانت عليه النسخة السابقة. وفي 15 مارس 2016، أعلنت شركة سوني في مؤتمر مطوري الألعاب أن الجهاز سوف يتم إطلاقه في شهر أكتوبر لعام 2016 بسعر 399 دولار أمريكي للولايات المتحدة، و399 يورو لأوروبا، و349 جنيه إسترليني للمملكة المتحدة، و44,980 ين لليابان، و1499 ريال سعودي.

#### خدمات أخرى
تطبيق البلاي ستيشن على الأندرويد وآي أو إس. يسمح التطبيق للاعبين برؤية ما يلعبه أصدقائهم وعرض ملفاتهم الشخصية أو نشاطاتهم الأخيرة. بالإضافة إلى ذلك سيكونون قادرين على الدردشة مع الأصدقاء واستقبال الإشعارات والتنبيهات والدعوات للعب أحد الألعاب. أيضااستخدام الأندرويد والآي أو إس كلوحة مفاتيح لتظهر على شاشة بلاي ستيشن 4 أيضاً يوفّر التطبيق للمستخدمين إمكانية تصفح متجر بلاي ستيشن ومعرفة أحدث الألعاب. وخدمة بلاي ستيشن ناو التي تمكنك من تشغيل ألعاب بلاي ستيشن 4 وبلاي ستيشن 3 وبلاي ستيشن 2 بواسطة الأجهزة اللوحية والهواتف النقالة وشاشات التلفاز من برافيا،  وسامسونج. وخدمة «الريموت بلاي» التي تسمح لملاك جهاز البلاي ستيشن فيتا وأجهزة الإكسبيريا لعب ألعاب البلاي ستيشن 4 على أجهزتهم بدون بلاي ستيشن 4.
وخدمة الشير بلاي التي تسمح لك بمشاركة ألعابك مع أصدقائك، اما انك تجعل صديقك يشاهدك وأنت تلعب كبث خاص، أو تستطيع ان تجعل صديقك يلعب اللعبة بدون أن يحملها أو يمتلكها لوقت محدد،وتستطيع أيضا أن تجعل صاحبك يلعب معك كلاعب ثاني في الألعاب اللي تدعم لاعبين.وتتطلب هذه الخدمة اشتراك في بلاي ستيشن بلس.

## البرمجيات

واجهة نظام تشغيل بلاي ستيشن 4

شحن الرصيد المالي لدعم برنامج بلاي ستيشن نتورك والتي تظهر علم الدولة التي تنتمي لها.

الدول المدعومة من قبل بلاي ستيشن نيتورك

يسمى نظام تشغيل بلاي ستيشن 4 «أوربيس OS»
البلاي ستيشن 4 لا يتطلب إتصال بالإنترنت للعب لكن عند الإتصال بالإنترنت ستتوفر المزيد من الميزات. بلاي ستيشن نيتورك تسمح للمستخدمين الوصول إلى مجموعة متنوعة من الخدمات مثل بلاي ستيشن ستور، بلاي ستيشن الموسيقى المدعوم من سبوتيفاي، بلاي ستيشن الفيديو الذي يحتوي على مكتبة كبيرة من الأفلام وبرامج التلفزيون. وتحاول سوني تطوير الخدمات الموجودة في الجهاز وتسعى لإضافة خدمات أخرى لتزيد من عمر الجهاز. بلاي ستيشن 4 يدعم تشغيل أقراص بلو راي و3D ودي في دي ولا يدعم الجهاز اقراص CD القديمة. أيضا يدعم صيغ الملفات الأخرى مثل MP3، MP4، 3GP، M4A وتشغيل الملفات الصوتية يكون عن طريق وضع الموسيقى داخل مجلد يحمل اسم music داخل USB. تستطيع أيضا تشغيل الملفات الصوتية أو الفديو عن طريق متصفح البلاي ستيشن 4.واجهة المستخدم تحتوي على الملف الشخصي، والنشاط في الآونة الأخيرة، وغيرها من التفاصيل بالإضافة إلى الجوائز أو الكوؤس. اللاعبين لديهم خيار كشف الهوية والأسماء الحقيقية مع الأصدقاء، أو كنية عند عدم الكشف عن الهوية والأسم، ويمكن ربط الملف الشخصي في البلاي ستيشن 4 في فيس بوك مما يسهل البحث عن الأصدقاء. والشاشة الرئيسية تحتوي على ميزة «ما الجديد» التي توجد فيها جميع نشاطات ومعلومات الألعاب التي لعبت مؤخرا والإخطارات الأخرى لأصدقائك. وتوجد أيضا في واجهة المستخدم خدمات الطرف الثالث مثل امازون ونتفليكس التي يمكن الوصول لها عن طريق الواجهة مثل الألعاب. البلاي ستيشن 4 يدعم تعدد المهام أثناء اللعب مثل فتح متصفح الويب أثناء اللعب والتبديل بسرعة بين التطبيقات بالنقر المزدوج على زر PS. ويوجد في البلاي ستيشن 4 تطبيقات متنوعه وكثيرة مثل يوتيوب، امازون، نتفليكس، هيولو والمزيد.

### خدمات التواصل الاجتماعي
يوجد في دوال شوك البلاي ستيشن 4 زر الشير الذي يسمح بتسجيل 15 دقيقه من اللعب، أيضا يأخذ صور من اللعب وتستطيع رفعها لليوتيوب وديلي موشن أو نشرها على تويتر وفيس بوك أو تحملها على قرص صلب خارجي أو USB. وتستطيع ان تلعب في بث حي بالصوت والصورة ليشاهد الجميع طريقة لعبك في مواقع تقدم خدمة البث الحي مثل تويتش ويوستريم ونيكو نيكو دوغا، وتستطيع أيضا أن تشاهد لعب أصدقائك والأخرين عن طريق نفس الخدمات.

### الألعاب

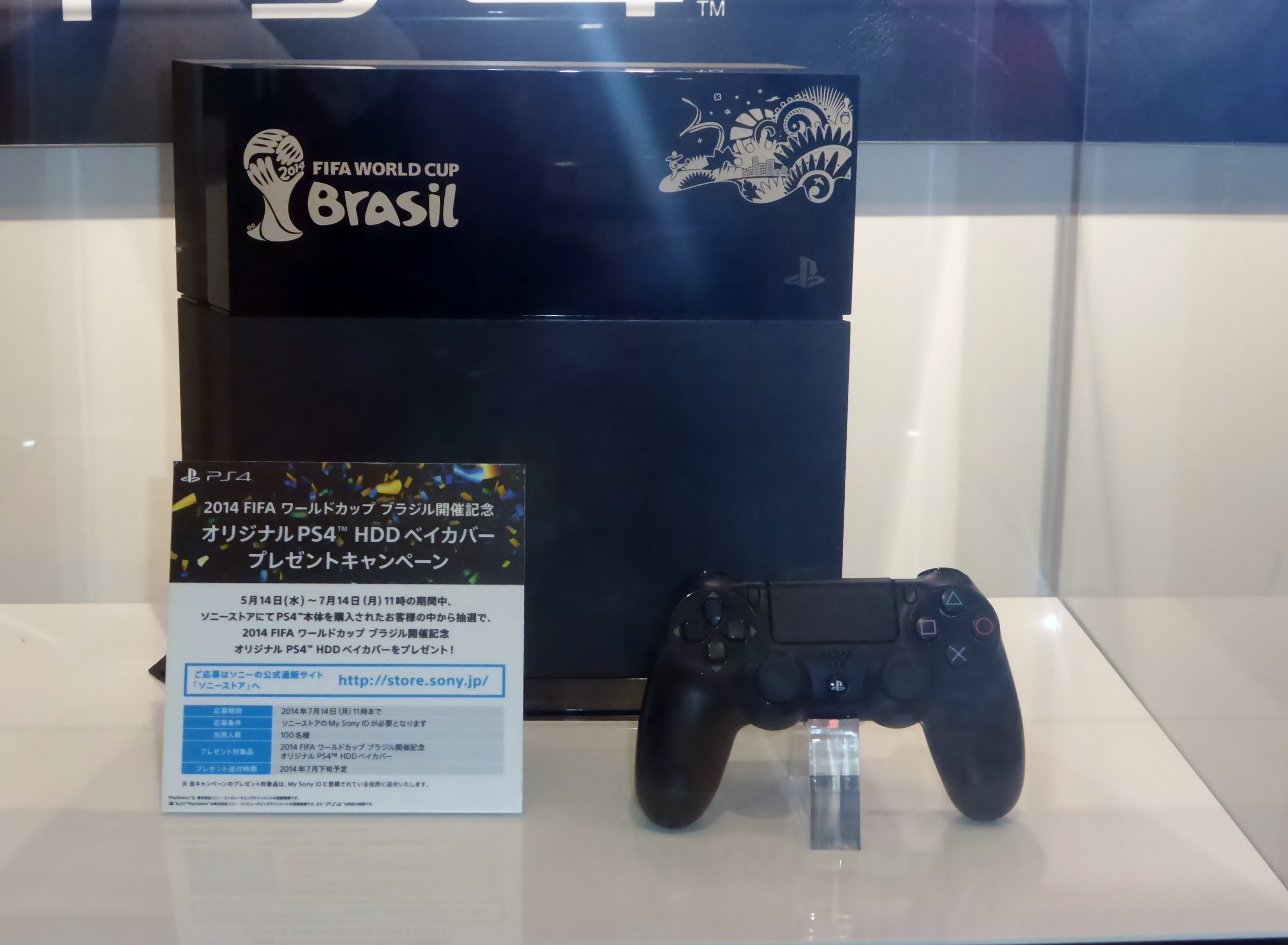
نسخة فيفا كأس العالم لجهاز البلاي ستيشن 4

ألعاب البلاي ستيشن 4 يتم بيعها في المحلات على أسطوانات (أقراص) بلو راي وورقميا للتنزيل من خلال متجر بلاي ستيشن. العاب البلاي ستيشن 4 ليست مغلقة على منطقة محدده بل مفتوحة ويستطيع أي شخص شراء لعبة من أي متجر سواء كان أوروبي أو أمريكي أو سعودي.سوني أكدت أنه تثبيت جميع ألعاب البلاي ستيشن 4 إجباري على وحدة للتخزين، ويمكن للمستخدم أن يبدأ لعب جزء من اللعبة (مثل المستويات الأولى) عند تثبيت جزء معين من اللعبة، في حين يتم التثبيت الصامت لما تبقى من اللعبة في الخلفية، ويتم تحميل تحديثات الألعاب والبرامج والنظام أيضا في الخلفية أثناء وجوده في وضع الاستعداد قامت سوني بتسهيل الإجراءات للمطورين المستقلين ومساعدتهم في نشر ألعابهم على البلاي ستيشن 4 لزيادة الألعاب على جهازهم وجذب لاعبين جدد للجهاز. وبعكس البلاي ستيشن 3 اللاعبين يحتاجون إلى البلاي ستيشن بلس للعب أون لاين واستخدام مميزات الشبكة بإستثناء ألعاب «الفري تو بلاي»فاللاعبين لايحتاجون إلى بلاي ستيشن بلس للعب.
صدر للبلاي ستيشن 4 عدة نسخ تتميز بلون مميز وإضافات أهمها: نسخة فوكس تم إصدارها في فبراير 2014 وتحتوي على ميتال غير سوليد جراوند زيروز وتتميز النسخة بغطاء للبلاي ستيشن 4 يجمل شعار قوات عملية إكس. نسخة فاينل فانتسي تم إصدارها في اليابان في مارس 2015 وتحتوي على Final Fantasy Type-0 HD ونسخة تجريبية لفاينل فانتسي XV وتتمز النسخة بجهاز بلاي ستيشن 4 ملون بأحمر وأسود. نسختين من ريو غا غوتوكو 0 في اليابان وتتميز النسختين بجهاز بلاي ستيشن 4 أسود وأبيض جليدي وعلى الغطاء وشم شخصيات من اللعبة. نسخة God Eater 2: Rage Burst تم إصدارها في اليابان في فبراير 2015 وتحتوي على God Eater 2: Rage Burst وتتميز النسخة بجهاز بلاي ستيشن 4 أسود وأبيض وعلى الغطاء شكل مميز. نسخة Dragon Quest Heroes تم إصدارها في اليابان في فبراير 2015 وتحتوي على Dragon Quest Heroes وتتميز النسخة بجهاز بلاي ستيشن 4 فضي وعلى الغطاء شخصية من اللعبة. نسخة الذكرى الـ 20 للبلاي ستيشن تم إصدارها في 3 ديسمبر 2014 وتتميز النسخة بجهاز بلاي ستيشن 4 مشابه للبلاي ستيشن الذي صدر في 3 ديسمبر 1994. نسخة باتمان: فارس أركم تم الإعلان عنها في 31 مارس 2015 وتحتوي على باتمان: فارس أركم وتتميز النسخة بجهاز بلاي ستيشن 4 فضي ورمادي ودوال شوك فضية.

## القبول والنقد

### قبل إطلاق الجهاز
قبل إطلاق جهاز البلاي ستيشن 4 استُقبِلَ الجهاز من قبل المطورين والصحفيين والنقاد بشكل إيجابي بعكس البلاي ستيشن 3 الذي استُقبِلَ بوابل من الانتقادات الحادة من العديد من النقاد ومواقع الإنترنت المخصصة لألعاب الفيديو. أشاد مارك رين نائب رئيس شركة إيبك غيمز في البلاي ستيشن 4. أما جون كارماك المؤسس المشارك لشركة إد سوفتوير قال إن شركة سوني قد قدمت خيار هندسي حكيم للغاية. وأعرب راندي بيتشفورد من جيربوكس سوفتوير عن مدى إعجابه في السرعة العالية لذاكرة الجهاز. ومدحت مجلة إيدج للألعاب البلاي ستيشن 4 ووصفته بالأداء العالي وأنه تغلب على منافسية. ووصف موقع إيروقيمر جرافيكس البلاي ستيشن 4 بالمثير للإعجاب. وقال تيد برايس الرئيس التنفيذي لشركة إنسومنياك جيمز معظمنا مطورين ألعاب الفيديو دائمًا نبحث عن جهاز يملك المزيد من قوة الحصان، مزيد من الذاكرة، ومزيد من التخزين، وأسرع تحميل، وأظهرت سوني دليلًا واضحًا على أننا سوف نحصل على هذه الميزات في البلاي ستيشن 4. وبعد معرض الترفيه الإلكتروني لسنة 2013 أعجب آي جي إن في موقف سوني تجاه المطورين المستقلين وقالوا للاعبين إذا كنت تهتم للألعاب مثل سوني عليك شراء بلاي ستيشن 4. وأعطا موقع غيم سبوت البلاي ستيشن 4 جائزة «اختيار اللاعبين للجيل القادم».
انتقدت شركة إنفيديا البلاي ستيشن 4 ووصفته بأنه ليس جهاز متطور تقني، ويمتلك بطاقة رسوم متوسطة القوة ويمتلك CPU متدني القدرات بالمقارنة مع أجهزة حاسوب شخصي الحالية.

### بعد إطلاق الجهاز
تلقى البلاي ستيشن 4 الكثير من المراجعات الإيجابية من المراجعين في مواقع الألعاب ومجلات الألعاب أعطى سكوت لوي من آي جي إن تقييم 8.2 من أصل 10 مشيدا في دوال شوك الجديدة وخدمات شبكة بلاي ستيشن. أيضا آي جي إن قارنوا البلاي ستيشن 4 بالإكس بوكس ون على جميع الفئات وأعطوا اللاعبين اختيار الجهاز الأفضل وفاز البلاي ستيشن 4 في جميع الفئات وحصد جائزة "اختيار اللاعبين. وبعد وقت قصير من الإطلاق أصبحت قوة البلاي ستيشن 4 واضحه حيث إن بعض الألعاب التي صدرت على أجهزة ألعاب فيديو متعددة كانت أفضل دقة وجرافيكس وعدد إطارات أعلى على البلاي ستيشن 4 أكثر من الإكس بوكس ون والوي يو.

## وصلات خارجية
- الموقع الرسمي في الولايات المتحدة (بالإنجليزية)
- الموقع الرسمي في المملكة المتحدة (بالإنجليزية)
- الموقع الرسمي في الإمارات العربية المتحدة وباقي الشرق الأوسط (بالإنجليزية)
- الموقع الرسمي في السعودية (بالعربية)
- الموقع الرسمي في اليابان (باليابانية)
- الموقع الرسمي لبلاي ستيشن 4، قسم التعليمات. (بالإنجليزية)
- الموقع الرسمي للبلاي ستيشن 4، قسم التعليمات (بالعربية)